# Lasse Nielsen (ur. 1988)
Lasse Nielsen (8 stycznia 1988 w Aalborgu) – duński piłkarz występujący na pozycji obrońcy w tureckim klubie Göztepe SK. Były reprezentant Danii.

## Kariera klubowa
Swoją karierę piłkarską Nielsen rozpoczął w klubie Aalborg BK. W 2006 roku awansował do kadry pierwszej drużyny. 1 kwietnia 2007 zadebiutował w duńskiej ekstraklasie w zremisowanym 1:1 wyjazdowym meczu z Odense BK. W sezonie 2007/2008 wywalczył z Aalborgiem mistrzostwo Danii. 15 marca 2008 strzelił pierwszego gola w duńskiej lidze w zremisowanym 1:1 wyjazdowym meczu z Odense BK. W sezonie 2008/2009 stał się podstawowym zawodnikiem Aalborga. W sezonie 2013/2014 wywalczył z nim mistrzostwo Danii i zdobył Puchar Danii.
Na początku 2014 roku Nielsen przeszedł do NEC Nijmegen. Latem 2014 został wypożyczony do KAA Gent. W 2017 został zawodnikiem Malmö FF. W sierpniu 2023 zasilił barwy Göztepe SK.

## Kariera reprezentacyjna
Nielsen występował w reprezentacji Danii U-19, reprezentacji Danii U-20 i U-21. 15 sierpnia 2012 zadebiutował w dorosłej reprezentacji w przegranym 1:3 towarzyskim meczu ze Słowacją, rozegranym w Odense.